# Nectarinide
Nectarinidele (Nectariniidae), numite și nectariniide, nectarinii, nectarine, sugătoare de nectar, păsări-nectar, este o familie de păsări de talie mică din ordinul paseriformelor, răspândite în regiunile calde ale Lumii Vechi, unde țin locul păsărilor colibri. Se hrănesc cu nectar, pe care-l sorb din flori, cu ciocul lor subțire. Familia nectarinidelor cuprinde 15 genuri și 147 de specii de păsări, răspândite în regiunile tropicale și subtropicale din Lumea Veche: în Africa Subsahariană, Madagascar, sud-estul Asiei, inclusiv Noua Guinee și insule adiacente; câteva specii ajung și în nord-estul Australiei. Jumătate din specii sunt răspândite în Africa, iar restul în Asia și Australia. Sunt păsări de talie mică sau foarte mică, au o lungime de 8-25 cm, și o greutate de 4-20 g. Unele specii sunt considerate printre cele mai mici paseriforme. Au un colorit viu, metalic, mai strălucitor la masculi. Dimorfismul sexual poate fi permanent sau sezonier. Se  hrănesc cu nectar, pe care îl sorb din flori, cu ciocul lor subțire, asemenea colibriilor. Zboară de la floare la floare și sug nectarul florilor, așezându-se pe ramurile din jurul lor. Uneori pentru o perioadă scurtă de timp sug nectarul, zburând vibrat în fața florilor cu bătăi dese din aripi, așa cum fac colibrii. Se hrănesc și cu insecte și păianjeni pe care îi ciugulesc din corolele florilor sau cățărîndu-se în jurul ramurilor, la fel ca pițigoii. Ca adaptare la hrana cu nectar, au limba accentuat protractilă, tubuloasă, despicată la vârf. Ciocul este fin, ascuțit și curbat în jos. Cuiburile  au formă de pungă, cu o intrare laterală, și sunt în general suspendate pe ramurile subțiri ale unui copac sau arbust și țesute artistic cu fire vegetale, mușchi etc. Femelele construiesc cuibul, clocesc și adesea hrănesc singure puii. Sunt păsări folositoare, deoarece hrănindu-se cu nectarul florilor, realizează și procesul de polenizare a lor.

## Sistematica
Familia nectarinidelor include 15 genuri și 147 de specii de păsări:
- Genul  Arachnothera

- Arachnothera crassirostris
- Arachnothera robusta
- Arachnothera longirostra
- Arachnothera dilutior
- Arachnothera flammifera
- Arachnothera hypogrammica
- Arachnothera juliae
- Arachnothera clarae
- Arachnothera chrysogenys
- Arachnothera magna
- Arachnothera flavigaster
- Arachnothera affinis
- Arachnothera modesta

- Genul  Chalcoparia

- Chalcoparia singalensis

- Genul  Deleornis

- Deleornis fraseri
- Deleornis axillaris

- Genul  Anthreptes

- Anthreptes reichenowi
- Anthreptes anchietae
- Anthreptes simplex
- Anthreptes malacensis
- Anthreptes griseigularis
- Anthreptes rhodolaemus
- Anthreptes gabonicus
- Anthreptes longuemarei
- Anthreptes orientalis
- Anthreptes neglectus
- Anthreptes aurantius
- Anthreptes seimundi
- Anthreptes rectirostris
- Anthreptes tephrolaemus
- Anthreptes rubritorques

- Genul  Hedydipna

- Hedydipna collaris
- Hedydipna platura
- Hedydipna metallica
- Hedydipna pallidigaster

- Genul  Anabathmis

- Anabathmis reichenbachii
- Anabathmis hartlaubii
- Anabathmis newtonii

- Genul  Dreptes

- Dreptes thomensis

- Genul  Anthobaphes

- Anthobaphes violacea

- Genul  Cyanomitra

- Cyanomitra verticalis
- Cyanomitra bannermani
- Cyanomitra cyanolaema
- Cyanomitra oritis
- Cyanomitra alinae
- Cyanomitra olivacea
- Cyanomitra verreauxii

- Genul  Chalcomitra

- Chalcomitra adelberti
- Chalcomitra fuliginosa
- Chalcomitra rubescens
- Chalcomitra amethystina
- Chalcomitra senegalensis
- Chalcomitra hunteri
- Chalcomitra balfouri

- Genul  Leptocoma

- Leptocoma zeylonica
- Leptocoma minima
- Leptocoma brasiliana
- Leptocoma sperata
- Leptocoma juliae
- Leptocoma aspasia
- Leptocoma calcostetha

- Genul  Nectarinia

- Nectarinia bocagii
- Nectarinia purpureiventris
- Nectarinia tacazze
- Nectarinia kilimensis
- Nectarinia famosa
- Nectarinia johnstoni

- Genul  Drepanorhynchus

- Drepanorhynchus reichenowi

- Genul  Cinnyris

- Cinnyris chloropygius
- Cinnyris minullus
- Cinnyris gertrudis
- Cinnyris manoensis
- Cinnyris chalybeus
- Cinnyris neergaardi
- Cinnyris afer
- Cinnyris stuhlmanni
- Cinnyris prigoginei
- Cinnyris ludovicensis
- Cinnyris reichenowi
- Cinnyris regius
- Cinnyris rockefelleri
- Cinnyris mediocris
- Cinnyris usambaricus
- Cinnyris fuelleborni
- Cinnyris moreaui
- Cinnyris loveridgei
- Cinnyris pulchellus
- Cinnyris melanogastrus
- Cinnyris mariquensis
- Cinnyris shelleyi
- Cinnyris congensis
- Cinnyris erythrocercus
- Cinnyris nectarinioides
- Cinnyris bifasciatus
- Cinnyris tsavoensis
- Cinnyris chalcomelas
- Cinnyris pembae
- Cinnyris bouvieri
- Cinnyris osea
- Cinnyris habessinicus
- Cinnyris hellmayri
- Cinnyris coccinigastrus
- Cinnyris johannae
- Cinnyris superbus
- Cinnyris rufipennis
- Cinnyris oustaleti
- Cinnyris talatala
- Cinnyris venustus
- Cinnyris fuscus
- Cinnyris ursulae
- Cinnyris batesi
- Cinnyris cupreus
- Cinnyris asiaticus
- Cinnyris jugularis
- Cinnyris idenburgi
- Cinnyris buettikoferi
- Cinnyris solaris
- Cinnyris sovimanga
- Cinnyris humbloti
- Cinnyris comorensis
- Cinnyris coquerellii
- Cinnyris dussumieri
- Cinnyris moebii
- Cinnyris voeltzkowi
- Cinnyris notatus
- Cinnyris lotenius

- Genul  Aethopyga

- Aethopyga duyvenbodei
- Aethopyga ignicauda
- Aethopyga saturata
- Aethopyga nipalensis
- Aethopyga gouldiae
- Aethopyga temminckii
- Aethopyga mystacalis
- Aethopyga shelleyi
- Aethopyga vigorsii
- Aethopyga siparaja
- Aethopyga magnifica
- Aethopyga pulcherrima
- Aethopyga flagrans
- Aethopyga guimarasensis
- Aethopyga bella
- Aethopyga eximia
- Aethopyga latouchii
- Aethopyga christinae
- Aethopyga linaraborae
- Aethopyga primigenia
- Aethopyga boltoni